# Sacred Heart "The Video"
A Sacred Heart "The Video" az amerikai Dio heavy metal zenekar koncertfelvétele. A videón az 1986. június 17-ei philadelphiai fellépés látható, mely a Spectrumban került megrendezésre. DVD formájában is megjelent Sacred Heart "The DVD" címmel. Ezen a változaton egy interjú található Ronnie James Dióval és Craig Goldy-val.

## Az album dalai
1. Intro (Draco Ignis)
2. King of Rock and Roll
3. Time to Burn
4. The Last in Line
5. Holy Diver
6. The Last in Line (repríz)
7. Heaven and Hell
8. Sacred Heart
9. Rock 'n' Roll Children
10. Long Live Rock 'N' Roll
11. Man on the Silver Mountain
12. Rock 'n' Roll Children (repríz)
13. Rainbow in the Dark
14. Hungry for Heaven

## Közreműködők
- Ronnie James Dio – ének
- Craig Goldy – gitár
- Jimmy Bain – basszusgitár
- Claude Schnell – billentyűk
- Vinny Appice – dob